# Therasiella pectinifera
Therasiella pectinifera är en snäckart som först beskrevs av Powell 1935.  Therasiella pectinifera ingår i släktet Therasiella och familjen Charopidae. Inga underarter finns listade i Catalogue of Life.